# Fatuoni
Fatuoni is een bestuurslaag in het regentschap Timor Tengah Selatan van de provincie Oost-Nusa Tenggara, Indonesië. Fatuoni telt 1691 inwoners (volkstelling 2010).